# Omar Hawsawi
Omar Ibrahim Omar Othman Hawsawi (arabiska: عمر هوساوي), född 27 september 1985 i Jidda, är en saudisk fotbollsspelare som spelar för Al-Nassr i Saudi Professional League. Han representerar även Saudiarabiens fotbollslandslag.